# Modius Fabidius
Modius Fabidius – postać z mitologii rzymskiej, założyciel miasta Kures.
Żył w dawnych czasach, kiedy Italię zamieszkiwali jeszcze Aborygenowie. Został poczęty w cudowny sposób, gdy pewnego dnia jego matka, należąca do szlachetnego rodu, uczestniczyła w obchodach święta ku czci Kwiryna w Reate. Dziewczyna odłączyła się od tanecznej procesji i natchniona przez boga weszła do środka jego sanktuarium, po jakimś czasie wychodząc brzemienną. Nowo narodzone dziecko szybko wyrosło. Młodzieniec, nazwany Modius Fabidius, odznaczał się bohaterskimi czynami, aż w końcu wyruszył w drogę z grupą towarzyszy, by zdobyć własne władztwo. W miejscu, gdzie zatrzymali się w trakcie swojej wędrówki, założył miasto, nazwane Kures na cześć jego ojca Kwiryna lub od sabińskiego słowa curis, oznaczającego włócznię.